# 2904 Millman
A 2904 Millman (ideiglenes jelöléssel 1981 YB) a Naprendszer kisbolygóövében található aszteroida. Edward L. G. Bowell fedezte fel 1981. december 20-án.